# Chaetonerius apicatus
Chaetonerius apicatus är en tvåvingeart som först beskrevs av Edwards 1919.  Chaetonerius apicatus ingår i släktet Chaetonerius och familjen Neriidae. Inga underarter finns listade i Catalogue of Life.